# Зверева, Наталья Маратовна
Ната́лья Мара́товна «Наташа» Зве́рева (бел. Наталля Маратаўна «Наташа» Зверава; род. 16 апреля 1971, Минск) — советская и белорусская теннисистка. Заслуженный мастер спорта СССР (1991). Обладательница наибольшего количества титулов (20) на турнирах Большого шлема (во всех разрядах) среди теннисистов из постсоветского пространства. В 2010 году включена в списки Международного зала теннисной славы.
Мать — Нина Григорьевна Зверева. Наталья училась в минской средней школе № 47. Первый тренер — отец Марат Николаевич Зверев. В 1984 году стала первой победительницей чемпионата мира среди девочек своего возраста в Орландо (США). Выступала от спортивной команды Вооружённых Сил, по состоянию на 1 января 1989 года занимала первое место в списке сильнейших мастеров Федерации тенниса Советского Союза. В 1989 году стала первой теннисисткой СССР, подписавшей профессиональный контракт (фирма «Про Серв», США).
В 1997 году получила приглашение участвовать в очередном кубке Кремля (Москва).

## Достижения
- Занимала первую строчку в женском парном рейтинге в сумме 124 недели, впервые поднявшись на неё 7 октября 1991 года в возрасте 20 лет
- 36 раз играла в финалах турниров Большого шлема в одиночном, парном и смешанном парном разрядах (1 + 31 + 4). Это наивысший показатель среди всех теннисистов из бывшего СССР.
- Чаще Зверевой (18 титулов) на турнирах Большого шлема в женском парном разряде побеждали лишь четверо в истории тенниса — Мартина Навратилова (31), Пэм Шрайвер (22), Маргарет дю Понт (21) и Маргарет Смит Корт (19).
- В 1992—1993 выиграла 6 подряд турниров Большого шлема в парном разряде (с Джиджи Фернандес), завоевав так называемый «неклассический» Большой шлем в парном разряде, но так и не сумела завоевать классический Большой шлем в парном разряде (все 4 турнира за 1 сезон).
- В 1992—1994 годах, начиная с «Ролан Гарроса»-1992 до Уимблдона-1994 выиграла 9 из 10 турниров Большого шлема в парном разряде (с Джиджи Фернандес), проиграв лишь в полуфинале US Open-1993 паре Санчес Викарио/Сукова.
- Начиная с Ролан Гаррос-1991 по Australian Open-1999 (восемь полных сезонов) выходила в финал 27 из 32 турниров Большого шлема в женском парном разряде, выиграв 17 из них
- Четырежды (1992, 1993, 1994, 1997) выигрывала по 3 турнира Большого шлема в парном разряде за сезон.
- Трижды (1995, 1997 и 1998) играла во всех финалах турниров Большого шлема сезона в парном разряде.
- 10 раз подряд (1989—1998) играла в финале «Ролан Гаррос» в парном разряде.
- Четырежды подряд выигрывала «Ролан Гаррос» в паре (1992—1995).
- Четырежды подряд выигрывала Уимблдон в паре (1991—1994).
- Занимает 5-е место в истории «Открытой эры» по количеству выигранных парных турниров WTA (80).
- Бронзовый призёр летних Олимпийских игр 1992 года в парном разряде (с Лейлой Месхи).
- Участница 4 Олимпиад — 1988, 1992, 1996 и 2000
- В 2010 году Зверева и Джиджи Фернандес были включены в списки Международного зала теннисной славы[7].

## Финалы турниров Большого шлема за карьеру (36)

### Победы (20)

#### Парный разряд (18)
- Australian Open — 3 раза: 1993, 1994, 1997
- Roland Garros — 6 раз: 1989, 1992, 1993, 1994, 1995, 1997
- Wimbledon — 5 раз: 1991, 1992, 1993, 1994, 1997
- US Open — 4 раза: 1991, 1992, 1995, 1996

#### Смешанный парный разряд (2)
- Australian Open — 2 раза: 1990, 1995

### Поражения (16)

#### Одиночный разряд (1)
- Roland Garros: 1988

#### Парный разряд (13)
- Australian Open — 3 раза: 1995, 1998, 1999
- Roland Garros — 4 раза: 1990, 1991, 1996, 1998
- Wimbledon — 4 раза: 1988, 1989, 1995, 1998
- US Open — 2 раза: 1997, 1998

#### Смешанный парный разряд (2)
- Wimbledon: 1991
- US Open: 1990

Финал Ролан Гаррос 1988 между Штеффи Граф и Натальей Зверевой стал самым коротким за всю историю финалов турниров Большого шлема. Граф выиграла 6:0 6:0, затратив на весь матч всего 34 минуты. Штеффи Граф была самой неудобной соперницей для Натальи Зверевой. Лишь однажды, на исходе карьеры Граф, Зверева смогла обыграть её. Произошло это на Уимблдоне 1998 года, где Зверева впервые дошла до полуфинала.